# Plaza de la Estación (Coronel Fabriciano)

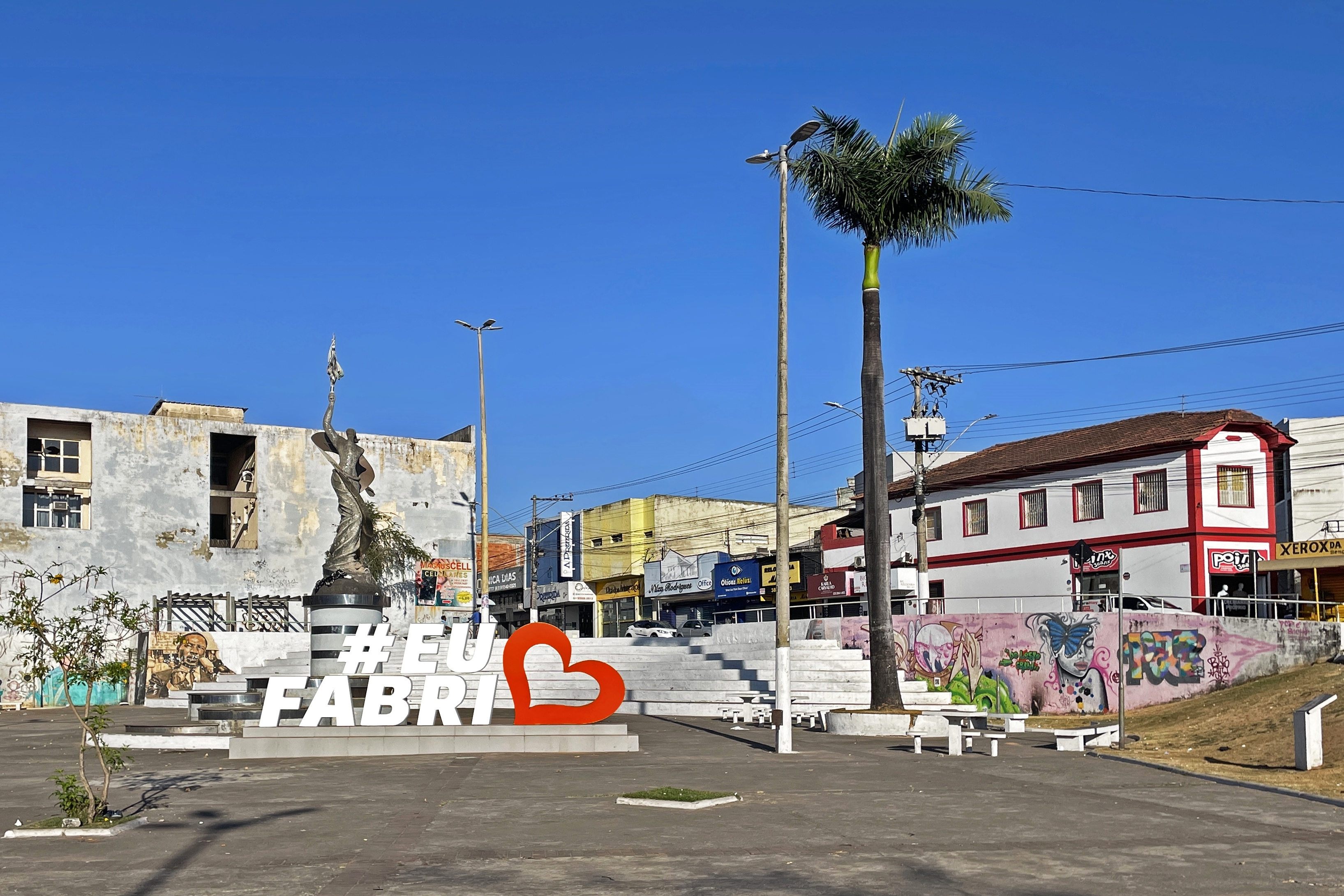
Vista de la Plaza de la Estación en 2024.

La plaza de la Estación (en portugués Praça da Estação) es una plaza localizada en el municipio brasileño de Coronel Fabriciano, en Minas Gerais. Se sitúa en el Centro de la ciudad, al lado de la Terminal de Ómnibus fabricianense y entre la Calle Pedro Nolasco y la Avenida Rubem Siqueira Maia. Inaugurada en 31 de octubre de 2008, constituye uno de los principales marcos del municipio para la organización de eventos de mediano y gran porte, con capacidad para 15 mil personas.

## Historia
Antes de la construcción de la plaza, funcionaba en el local el complejo de la Estación del Callado, que fue desactivada en 1979 para ceder espacio a la Terminal Rodoviária de Coronel Fabriciano y a la terminal urbana del transporte público colectivo municipal en la década de 1980. Más tarde, en el mandato del entonces alcalde Paulo Almir Antunes, se pretendió construir una plaza en la región de la terminal urbana, donde sería implantado el Monumento Tierra Madre. Pero el proyecto no fue procedido y a mando del alcalde sucesor Chico Simões el marco fue entonces instalado en el Trevo Pastor Pimentel e inaugurado en homenaje al aniversario de 50 años de la ciudad.

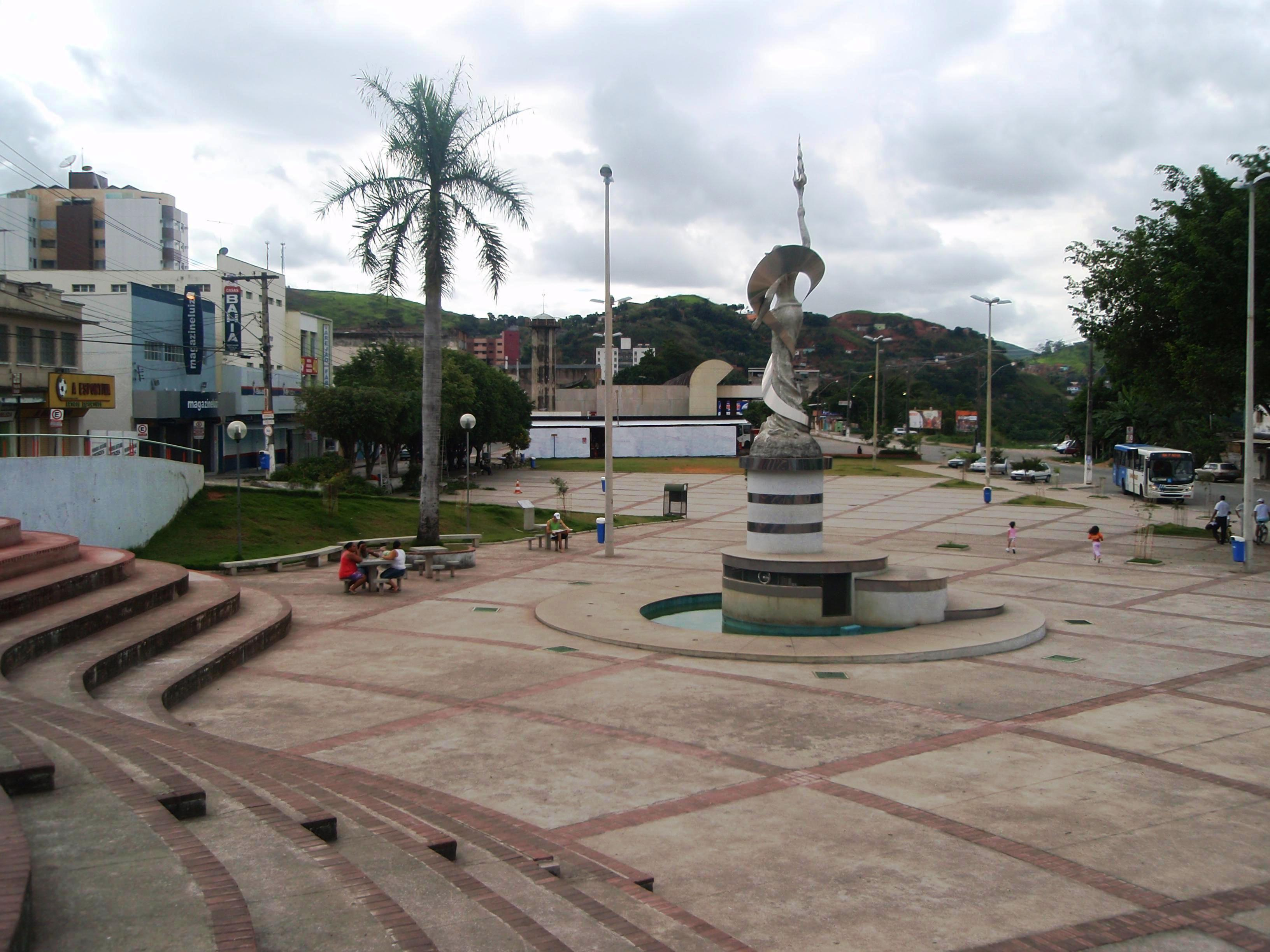
Plaza de la Estación, 2010.

En febrero de 2007, fue divulgado por el alcalde Chico Simões un nuevo proyecto de estructurarse una plaza en la misma región, que originalmente sería la llamada plaza del Cinquentenário y englobaría una área vecina a la terminal urbana que funcionaba como aparcamiento de la Cámara de Dirigentes Lojistas (CDL). En marzo de 2008, sin embargo, fueron iniciadas las obras de la nueva plaza y se anunció la transferencia de la terminal para otro local en el Centro de Fabriciano, siendo reinaugurado en junio del mismo año. En el lugar del antiguo fue construida la Plaza de la Estación, inaugurada en 31 de octubre de 2008 y cuyo nombre referencia la estación ferroviaria existente antiguamente en aquella área.
Así como el primer proyecto preveía la instalación de un monumento, fue erguido en la nueva plaza el Monumento "Los Cinco Elementos de la Naturaleza", que representa la población juntamente a los cuatro elementos básicos de la naturaleza (fuego, tierra, agua y aire). Fue planeado por la escultora Wilma Noel, misma projetora del Monumento Tierra Madre, y mide un total de 9,6m, hecho en polvo de granito revestido con acero inoxidable.

## Cultura y alrededores

Monumento "Los Cinco Elementos de la Naturaleza".

La construcción de la plaza de la Estación centralizou la realización de una serie de eventos festivos en Coronel Fabriciano, a ejemplo de los espectáculos musicales, actividades cívicas, sorteos y presentaciones culturales del aniversario del municipio, conmemorado en 20 de enero; de la encenação de la Pasión de Cristo la Semana Santa, realizada en la ciudad desde la década de 1940; del cierre del Concurso Gastronómico Ruta de los Sabores, con shows y la organización de una plaza de alimentación con pratos de la culinaria local, representando bares y restaurantes del municipio; y de la Feria de Artesanía de Coronel Fabriciano (Feiracel), realizada semanalmente a los viernes, con presentaciones musicales, juguetes a los niños, barracas con alimentos y exposición de la artesanía local.
La Calle Pedro Nolasco, que corresponde a una de las aristas del territorio de la plaza, representa buena parte del movimiento comercial del Centro de Fabriciano, cuya formación es históricamente relacionada con la presencia de la Estación del Callado, inaugurada en 1924. Lo Sobrado de los Pereira, frente al espacio, fue construido en 1928 como primer edificio en alvenaria del entonces poblado del Callado y primer establecimiento comercial. La plaza tiene capacidad para soportar hasta 15 mil personas, pudiendo abrigar eventos de meso y grande porte, y se constituye un marco del municipio y una de las principales áreas de ocio, a pesar de ocasionalmente ser escenario de escenas de tráfico de drogas. La poca arborização también es cuestionada por los frequentadores, debido al aumento de la sensación térmica en días ensolarados.